# Норма прибутку
Но́рма прибу́тку (англ. rate of return; rate of profit) — економічна характеристика, яка є процентним відношенням прибутку за певний період до авансованого перед початком цього періоду капіталу. Величина норми прибутку залежить від норми додаткової вартості, органічної будови капіталу і часу обороту капіталу.
- Середньорічний чистий прибуток, одержаний на капітал, виражений як відсоток від цього капіталу.
- Відношення чистого прибутку, одержаного компанією, до загальної суми інвестованого капіталу.

Норма прибутку (рентабельність) характеризує дохідність підприємства.